# Функция
Вижте пояснителната страница за други значения на Функция.
Функция в математиката е съпоставяне на определена величина, наричана аргумент, на друга величина, наричана стойност, като на всеки аргумент се съпоставя точно една стойност. Аргументът и стойността могат да бъдат реални числа, но също и елементи на всяко друго множество. Пример за функция е {\displaystyle f(x)=2x} – функция, която съпоставя на всяко число числото, два пъти по-голямо от него. Така на 5 се съпоставя 10, което се изписва като {\displaystyle f(5)=10}.
Аргументите на функциите могат да бъдат не само числа, но и други добре определени обекти. Например дадена функция може да съпоставя на буквата A числото 1, на буквата B числото 2 и така нататък. Съществуват много начини за описване или представяне на функциите – формули, алгоритми, изчисляващи стойностите за различни аргументи, графики, които дават графично изображение на стойностите, или таблици със стойностите за конкретни аргументи, често използвани в статистиката, природните науки и техниката.
Множеството от всички възможни стойности на аргументите на дадена функция се нарича дефиниционно множество, дефиниционна област или област на определение на функция. В съвременната математика функциите обикновено се дефинират и с определено множество, включващо всички възможни стойности на функцията. Например функциите с реални стойности имат за такова множество всички реални числа, дори когато отделни такива функции не включват всяко реално число сред своите стойности.
Функциите могат да бъдат описани и чрез отношението си към други функции. Например като обратната функция на дадена функция или като решението на диференциално уравнение. Функциите могат за бъдат събирани, умножавани или съчетавани по други начини, за да се получат нови функции. Важно действие, извършвано върху функциите, което ги отличава от числата, е композицията, при която стойността на дадена функция става аргумент на друга функция. Групи функции с определени свойства, например непрекъснати функции или диференцируеми функции, се наричат функционни пространства и се изследват като самостоятелни обекти в области като реалния и комплексния анализ.
Съществуват неизброимо много различни функции, повечето от които не могат да бъдат описани с формула или алгоритъм. Строга дефиниция на понятието функция може да бъде формулирано в теорията на множествата с помощта на наредени двойки и релации.

## Терминология
Функциите се срещат във всички области на математиката и природните науки, но различните области имат различни означения, различна представа за свойствата на функциите и дори различна дефиниция. Теорията на множествата разглежда функциите в най-голяма общност. Единственото свойство, което се изисква от една функция, е да съпоставя единствена стойност на всеки свой допустим аргумент. Не се изисква аргументът или стойността да са числа, например функцията, която съпоставя на всяка държава нейната столица, не задава зависимост между числови множества. В алгебрата функциите обикновено се изразяват с помощта на алгебрични операции.
Функциите, изследвани в анализа, обикновено притежават допълнителни свойства като непрекъснатост или диференцируемост. Пример за такава функция е функцията синус. Обикновено изучаваните там функции не могат да се изразят с една-единствена формула. В комплексния анализ се разглеждат аналитични функции, които могат да се изразят чрез развитие в степенен ред. В комплексния анализ се разглеждат и специален клас многозначни функции, които могат да съпоставят повече от една стойност на даден аргумент. Въпреки че формално погледнато те не са функции, те имат много близки свойства до свойствата на аналитичните функции. За разлика от теорията на множествата в ламбда-смятането функциите са примитивен обект и не се дефинират посредством множества.
В много области на математиката термините карта, изображение, трансформация и оператор се използват като синоними на функция. В някои случаи обаче те могат да имат по-специално значение. Например под трансформация често се разбира функция, за която множеството на аргументите и множеството на стойностите съвпадат. В теорията на категориите се използва понятието морфизъм, което е обобщение на някои видове функции.
Аргументът на функцията, наричан също независима променлива, най-често се означава с буквата x или, когато изразява време, с буквата t. Стойността на функцията обикновено се изразява с буквата y. За самата функция в повечето случаи се използва символът f. Така изразът y = f(x) показва, че функцията, наречена f, има аргумент, наречен x, и стойност, наречена y.
Множеството от всички позволени аргументи на дадена функция се нарича нейно дефиниционно множество, а множеството от всички стойности – множество на стойностите на функцията. Така функцията f(x) = x2 има за дефиниционно множество всички реални числа, а множеството на стойностите ̀ включва всички неотрицателни реални числа.

## Формални дефиниции
Една приблизителна дефиниция на понятието функция е следната: Нека A и B са множества. Функция от A в B е правило, което съпоставя на всеки елемент от A точно един елемент от B. Тази интуитивна представа за функциите се използва от древни времена и все още се среща на места, където строга дефиниция не е необходима, например в училищните учебници по математика. Проблемът при нея е, че зависи от неясното понятие правило.
Поради това в теорията на множествата се използва следната дефиниция: Частична функция f от множество A в множество B се нарича всяко подмножество {\displaystyle G_{f}} на декартовото произведение {\displaystyle A\times B} такова, че за всяко {\displaystyle x\in A} съществува най-много едно {\displaystyle y\in B} за което {\displaystyle (x,y)\in G_{f}}. Ако за всяко x съществува точно едно такова y, то f се нарича тотална функция. Под функция обикновено се разбира тотална функция. Множеството {\displaystyle G_{f}} се нарича графика на функцията.

### Функция-оригинал
Функция-оригинал или оригинална функция е фундаментално понятие в операционното изчисление; за да се нарече функцията {\displaystyle f\colon {\mathbb {R} \to \mathbb {C} }} оригинал, тя трябва да отговаря на три условия:
1. {\displaystyle f} да бъде Липшицова функция почти навсякъде по реалната права {\displaystyle \mathbb {R} }, освен това във всички точки в произволен краен интервал {\displaystyle (a;b)\subset \mathbb {R} }, в които определеното условие не е изпълнено, функцията трябва да претърпи прекъсване от 1-ви род. Формално, за произволно {\displaystyle t}, което не принадлежи на споменатото множество, трябва да съществуват положителни константи {\displaystyle A,\,\alpha \leqslant 1,\,h_{0}}, така че {\displaystyle |f(t+h)-f(t)|\leqslant A|h|^{\alpha }} за произволно {\displaystyle h\in [-h_{0};h_{0}]}.
2. {\displaystyle f(t)=0} за {\displaystyle t<0}.
3. На функцията {\displaystyle f(t)} се налага определено ограничение - тя не трябва да нараства по-бързо от експоненциалната функция. Формално, за тази функция трябва да съществуват константи {\displaystyle M>0,\,s_{0}\geqslant 0}, така че {\displaystyle |f(t)|<Me^{s_{0}t}} за произволно {\displaystyle t\in \mathbb {R} }.

За повечето физически проблеми и трите условия са изпълнени. Освен това, използвайки функцията на Хевисайд {\displaystyle H(t)} е възможно да се получи оригиналната функция от функция, която отговаря само на условия 1 и 3.

## История на понятието
Обекти, които според съвременните разбирания се считат за функции, са били разглеждани още в дълбока древност. В Древен Вавилон например са открити таблици на квадратите и кубовете на естествените числа. Птолемей е изчислявал дължини на хорди в окръжност, което по същество означава, че е използвал тригонометрични функции. Понятието обаче започва да се оформя през XIV век. Самото название функция се използва за първи път от Готфрид Лайбниц около 1670 г. Функциите, които той е разглеждал, днес се наричат диференцируеми функции и са най-често срещаният вид функции в приложенията на математиката. За тях имат смисъл понятията граница и производна.
През 1755 г. Леонард Ойлер дава в книгата си Institutiones calculi differentialis съвременното разбиране за функция, а именно зависимост между две величини, при което промяната на едната величина (аргумента на функцията) води до промяна на другата величина (стойността на функцията). Въпреки това определение обаче Ойлер разглежда само непрекъснати функции, които могат да се изразят с формула, състояща се от крайно или безкрайно много алгебрични операции. Фурие започва да раглежда и някои прекъснати функции, но той смята, че всяка функция може да се изрази чрез ред на Фурие. Дирихле за пръв път разглежда числовите функции в пълната им общност. Той дава съвременната дефиниция на непрекъсната функция и дава пример за навсякъде прекъсната функция. Също така изяснява разликата между функцията и нейното представяне чрез формули.

## Свойства на функциите

### Дефинируемост
{\displaystyle y=2x} е дефинирана за всяко {\displaystyle x} в {\displaystyle (-\infty ,\infty )}, но {\displaystyle y={\frac {1}{x}}} е дефинирана за {\displaystyle (-\infty ,0)\cup (0,\infty )}, тъй като трябва {\displaystyle x\neq 0}.

### Диференцируемост
Ако границата {\displaystyle f'(x_{0})=\lim _{x\to x_{0}}{\frac {f(x)-f(x_{0})}{x-x_{0}}}} съществува, казваме, че функцията е диференцируема в точка {\displaystyle x_{0}}.
Например да вземем функцията {\displaystyle y=x}, тогава {\displaystyle f'(x_{0})=\lim _{x\to x_{0}}{\frac {f(x)-f(x_{0})}{x-x_{0}}}={\frac {x-x_{0}}{x-x_{0}}}=1}. Интуитивно се вижда, че тази функция описва права, която преминава през координатното начало и освен това е ъглополовяща, сиреч сключва ъгъл 45 градуса с абсцисната ос, а оттам {\displaystyle \tan \alpha =\tan 45^{\circ }=1=f'(x)}.

### Непрекъснатост
Теорема: Ако функцията {\displaystyle f(x)}е диференцируема в {\displaystyle x_{0}}, то тя е непрекъсната в {\displaystyle x_{0}}.

### Интегруемост

#### Интегруемост в интервал
Ако интегралът {\displaystyle \int _{a}^{b}f\left(x\right)\,dx=\lim _{\lambda \to 0}\sigma =\lim _{\lambda \to 0}\sum _{i=1}^{n}f(\xi _{i})(x_{i}-x_{i-1})} съществува, то се казва, че {\displaystyle f(x)} е интегруема в {\displaystyle [a,b]}, а {\displaystyle a} и {\displaystyle b} се наричат долна и горна граница на интеграла.